# Степень риска (фильм, 1968)
«Степень риска» — советский художественный фильм, снятый режиссёром Ильёй Авербахом по мотивам повести кардиохирурга Николая Амосова «Мысли и сердце» на киностудии «Ленфильм» в 1968 году.  Премьера фильма состоялась 10 февраля 1969 года.

## Сюжет
Известный хирург Михаил Иванович Седов на основании повторного обследования своего давнишнего пациента решает делать серьёзную операцию по замене сердечного клапана. Будучи одним из самых авторитетных специалистов в своей области, доктор Седов понимает реальную степень риска и величину ответственности.
После коллегиального обсуждения принимается принципиально важное решение не затягивать лечение и немедленно готовить пациента. После операции бригаде хирургов предстоит провести бессонную ночь, борясь за жизнь потерявшего много крови больного.
На рассвете, убедившись, что пришедшему в себя Саше ничего не угрожает, уставший доктор отправляется домой, не забыв ободрить не спавшую всё это время жену прооперированного.

## В ролях
- Борис Ливанов — Михаил Иванович Седов, профессор
- Иннокентий Смоктуновский — Александр Кириллов, математик, пациент Седова
- Алла Демидова — Женя Кириллова
- Людмила Аринина — Мария Александровна
- Юрий Гребенщиков — Олег Петрович
- Леонид Неведомский — Пётр Евгеньевич
- Вячеслав Васильев — Степан Филинов, доктор
- Юрий Соловьёв — Дима, врач
- Алла Балтер — Алла, анестезиолог
- Лариса Буркова — медсестра
- Лариса Алёшина — мать Нади
- Виктор Ильичёв — студент-двоечник
- Анатолий Егоров — студент-двоечник

## Съёмочная группа
- Автор сценария и режиссёр-постановщик — Илья Авербах
- Оператор — Владимир Ковзель
- Художник — Василий Зачиняев

В фильме звучит музыка Сезара Франка.
Иннокентий Смоктуновский читает стихотворение Бориса Пастернака «Быть знаменитым некрасиво…».

## Награды
- Большой приз Международного кинофестиваля в Варне, посвящённого деятельности Красного Креста и здравоохранения, 1969 год (Илья Авербах и Борис Ливанов).